# Viktoria Stolp
SV Viktoria Stolp (celým názvem: Sportverein Viktoria 09 e.V. Stolp) byl německý sportovní klub, který sídlil v pomořanském městě Stolp (dnešní Słupsk v Pomořském vojvodství). Založen byl v roce 1909, zanikl v roce 1945 po polské anexi východních Pomořan. Klubové barvy byly černá a bílá.
Své domácí zápasy odehrával na stadionu Hindenburg-Kampfbahn.

## Historické názvy
Zdroj: 
- 1909 – SV Viktoria 09 Stolp (Sportverein Viktoria 09 eV Stolp)
- 1945 – zánik

## Získané trofeje
- Gauliga Pommern ( 4× )
  - 1933/34, 1935/36, 1936/37, 1938/39

## Umístění v jednotlivých sezonách
Stručný přehled
Zdroj: 
- 1933–1937: Gauliga Pommern Ost
- 1937–1939: Gauliga Pommern
- 1939–1944: Gauliga Pommern Ost

Jednotlivé ročníky
Zdroj: 
Legenda: Z - zápasy, V - výhry, R - remízy, P - porážky, VG - vstřelené góly, OG - obdržené góly, +/- - rozdíl skóre, B - body, červené podbarvení - sestup, zelené podbarvení - postup, fialové podbarvení - reorganizace, změna skupiny či soutěže
| Velkoněmecká říše (1933 – 1944) |                     |        |    |    |   |   |    |    |     |    |        |
| Sezóny                          | Liga                | Úroveň | Z  | V  | R | P | VG | OG | +/- | B  | Pozice |
| 1933/34                         | Gauliga Pommern Ost | 1      | 12 | 12 | 0 | 0 | 69 | 16 | +53 | 24 | 1.     |
| 1934/35                         | Gauliga Pommern Ost | 1      | 12 | 8  | 3 | 1 | 40 | 8  | +32 | 19 | 1.     |
| 1935/36                         | Gauliga Pommern Ost | 1      | 12 | 10 | 0 | 2 | 63 | 16 | +47 | 20 | 1.     |
| 1936/37                         | Gauliga Pommern Ost | 1      | 12 | 9  | 1 | 2 | 34 | 11 | +23 | 19 | 1.     |
| 1937/38                         | Gauliga Pommern     | 1      | 18 | 9  | 5 | 4 | 43 | 29 | +14 | 23 | 3.     |
| 1938/39                         | Gauliga Pommern     | 1      | 18 | 13 | 2 | 3 | 58 | 27 | +31 | 28 | 1.     |
| 1939/40                         | Gauliga Pommern Ost | 1      | 6  | 3  | 0 | 3 | 13 | 13 | 0   | 6  | 2.     |
| 1940/41                         | Gauliga Pommern Ost | 1      | 10 | 6  | 0 | 4 | 33 | 22 | +11 | 12 | 2.     |
| 1941/42                         | Gauliga Pommern Ost | 1      | 10 | 7  | 0 | 3 | 33 | 19 | +14 | 14 | 1.     |
| 1942/43                         | Gauliga Pommern Ost | 1      | 10 | 6  | 2 | 2 | 35 | 17 | +18 | 14 | 2.     |
| 1943/44                         | Gauliga Pommern Ost | 1      | 10 | 7  | 0 | 3 | 34 | 27 | +7  | 14 | 2.     |

Poznámky:
- 1933/34: Viktoria Stolp (vítěz sk. Ost) ve finále vyhrála nad Stettiner SC (vítěz sk. West) celkovým poměrem 3:1 (1. zápas – 1:1, 2. zápas – 2:0).
- 1934/35: Viktoria Stolp (vítěz sk. Ost) ve finále prohrála s Stettiner SC (vítěz sk. West) celkovým poměrem 0:1 (1. zápas – 0:1, 2. zápas – 0:0).
- 1935/36: Viktoria Stolp (vítěz sk. Ost) ve finále vyhrála nad Stettiner SC (vítěz sk. West) celkovým poměrem 5:3 (1. zápas – 2:2, 2. zápas – 3:1).
- 1936/37: Viktoria Stolp (vítěz sk. Ost) ve finále vyhrála nad Polizei SV Stettin (vítěz sk. West) celkovým poměrem 5:4 (1. zápas – 0:1, 2. zápas – 5:3).
- 1941/42: Viktoria Stolp (vítěz sk. Ost) ve finále prohrála s LSV Pütnitz (vítěz sk. West) celkovým poměrem 1:6 (1. zápas – 1:6, 2. zápas – neodehráno).